# Giuseppe Orlando (ingegnere)
Giuseppe Orlando (Genova, 8 febbraio 1855 – Roma, 27 gennaio 1926) è stato un ingegnere italiano, appartenente alla terza generazione della famiglia Orlando. Egli è stato uno dei protagonisti del risorgimento industriale italiano, insieme con il fratello Luigi Orlando (1862-1933), dirigendo il Cantiere navale Orlando dal 1898 al 1926.

## Biografia

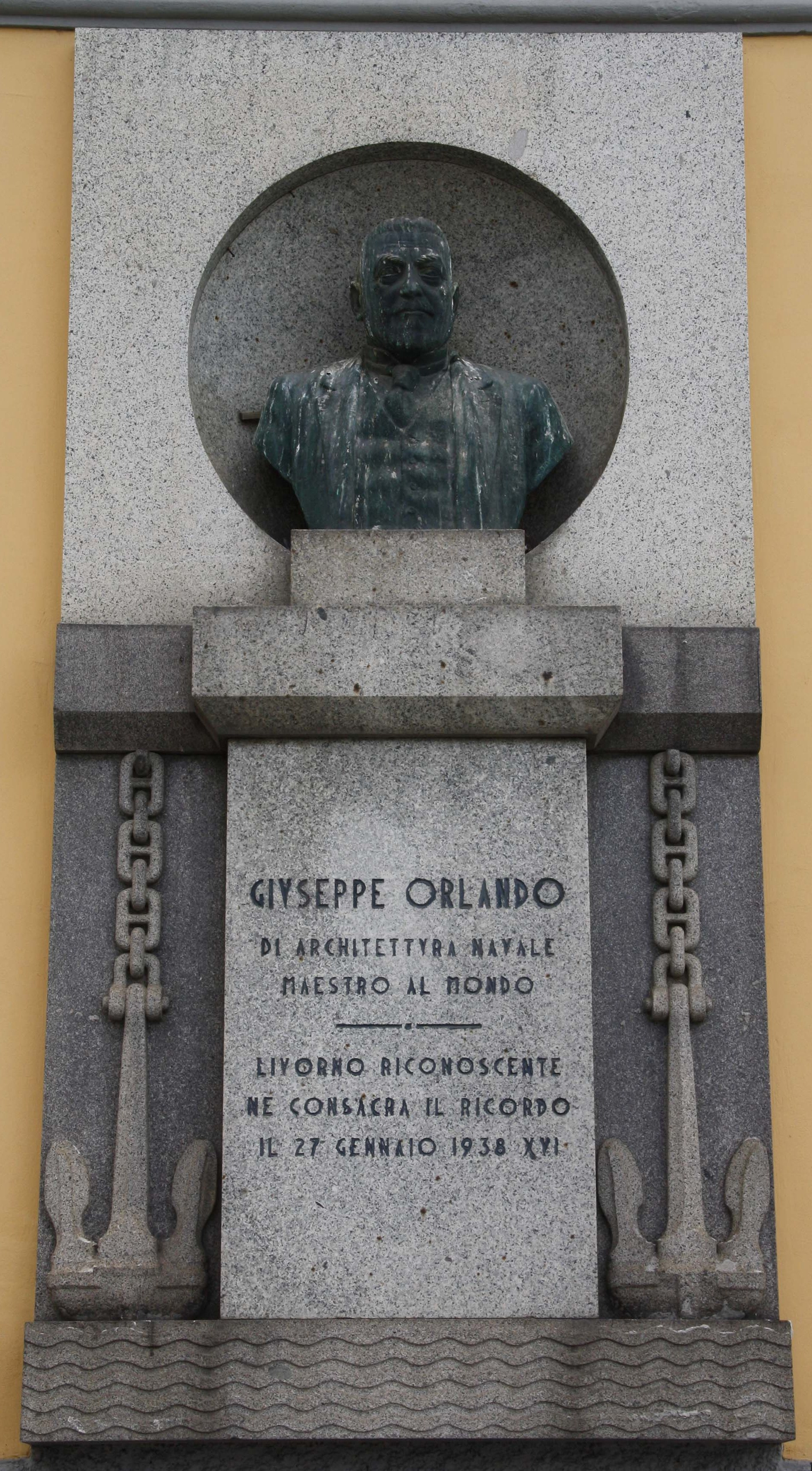
Monumento a Giuseppe Orlando a Livorno

Giuseppe Orlando, tenuto a battesimo da Francesco Crispi, si laurea a pieni voti in ingegneria alla Regia Scuola Superiore Navale di Genova nel 1877. Dopo la laurea incomincia la sua attività lavorativa presso i cantieri di famiglia a Livorno. Si distingue immediatamente per scrupolo, attaccamento al lavoro, di cui ne fa una specie di culto e spirito d'iniziativa. Alla morte del padre, per volere testamentario, viene nominato unico titolare delle commesse governative del cantiere. Giuseppe era convinto della necessità di concentrare costruzioni navali, siderurgia e metallurgia per evitare che semilavorati, piastre, corazzature, armamenti e altro materiale di acciaio costassero troppo ed essere perciò meno competitivi rispetto alla cantieristica tedesca e inglese. Di questo Giuseppe era talmente convinto che nel 1899 aveva accettato di entrare insieme all'altro grande esponente della cantieristica italiana, Attilio Odero, nel gruppo di controllo della società Alti Forni Acciaieria e Fonderia di Terni, la principale impresa siderurgica italiana, assumendone la vicepresidenza, malgrado l'opposizione dei fratelli Paolo, Rosolino e Luigi. I fratelli, non condividendo la visione dei cantieri, vengono liquidati nel 1900.
Nel 1904, dati gli ingenti investimenti che la sua visione richiede, costituisce, insieme con la Terni, la s.a.s. Fratelli Orlando & C, di cui è socio accomandatario.
Giuseppe Orlando, diventato presidente della Terni, guida la riorganizzazione industriale e finanziaria della società. Lo fa prima con la concentrazione della Terni-Elba-Ilva, poi con lo stabilimento di armi a La Spezia, in collaborazione con la Vickers.
Sono anni di grande prestigio per la famiglia Orlando. Giuseppe è diventato un personaggio di primo piano della imprenditoria nazionale; il fratello Luigi è direttore della Società Metallurgica Italiana, è presidente della Banca Tirrena e della Società Ligure Toscana di Elettricità e anche consigliere prima, e presidente dopo, della Camera di Commercio; Rosolino assume molte cariche civiche oltre a essere Amministratore Delegato della società Elba e della Cementeria; Salvatore è deputato dal 1904; Paolo si dedica alla Motofides e poi alla bonifica e ripristino del porto di Roma diventando Senatore del Regno.
Giuseppe Orlando nel periodo tra il 1904 e il 1926 è: presidente della Società Anonima Fiat-San Giorgio, presidente della Società Altiforni, Fonderie ed Acciaierie di Terni. Vicepresidente della Vickers-Terni. Consigliere dei Cantieri Navali Riuniti. Consigliere dell'ILVA. Consigliere della Società Anonima Italiana San Giorgio. Consigliere della Società Italiana Ernesto Breda. Presidente della Società Anonima Officine Galileo. presidente della Società di Navigazione Toscana. Presidente della SICE Cavi.
Nel 1920 insieme con Arturo Ciano (fratello di Costanzo Ciano) rileva dall'inglese Vickers il  Silurificio Whitehead di Fiume e lo dirige fino al giorno della sua morte.